# Ilja Varsjavskij
Ilja Josifovitj Varsjavskij (Илья́ Ио́сифович Варша́вский), född 14 december 1908 (1 december enligt g.s.) i Kiev i Kejsardömet Ryssland, död 4 juli 1974 i Leningrad i Sovjetunionen, var en sovjetrysk science fiction-författare.
I kyrkböckerna blev hans födelsedag införd som den 12 mars 1909. När han förnyade sitt pass, begärde han att få detta ändrat till 10 februari för att sammanfalla med hustruns födelsedag. Det finns uppslagsverk som anger födelsedagen till 11 februari 1909.
Han har skrivit en serie romaner och noveller om det dystopiska riket Donomaga, Donomagacykeln, publicerad i novellsamlingarna Solntse zachodit v Donomage 1966 (vilket på svenska betyder Solen går ner i Donomaga) och Lavka snovidenij 1970 (vilket på svenska betyder Drömbänken). I Donomaga behärskar den ledande eliten inte bara vetenskapen och ekonomin utan även sina undersåtar med hjälp av hård kontroll, biokemiska experiment och elektroniskt styrda känslor.
Mycket lite av Varsjavskijs verk är översatta till andra språk. Några av Donomaganovellerna har dock översatts till svenska, dels i novellsamlingen Sällsamma händelser i Donomaga (1981) från Delta Förlag, dels novellen Pobeg (1970) som Flykten i Jules Verne-Magasinet nr 359 (1976) och i antologin Ljusets vår från Delta förlag.
Förutom Donomagacykeln så har han skrivit den satiriska novellsamlingen Tjelovek, kotoryj videl antimir (vilket på svenska betyder Mannen som såg antivärlden) 1965 om bland annat tidsreseparadoxer, robotar och bioteknik.
Enligt Lundwall hör Varsjavskij till en av de tre bästa science fiction-författarna i världen och är en av de mest lästa av de sovjetiska science fiction-författarna.